# Twinsbet Arena

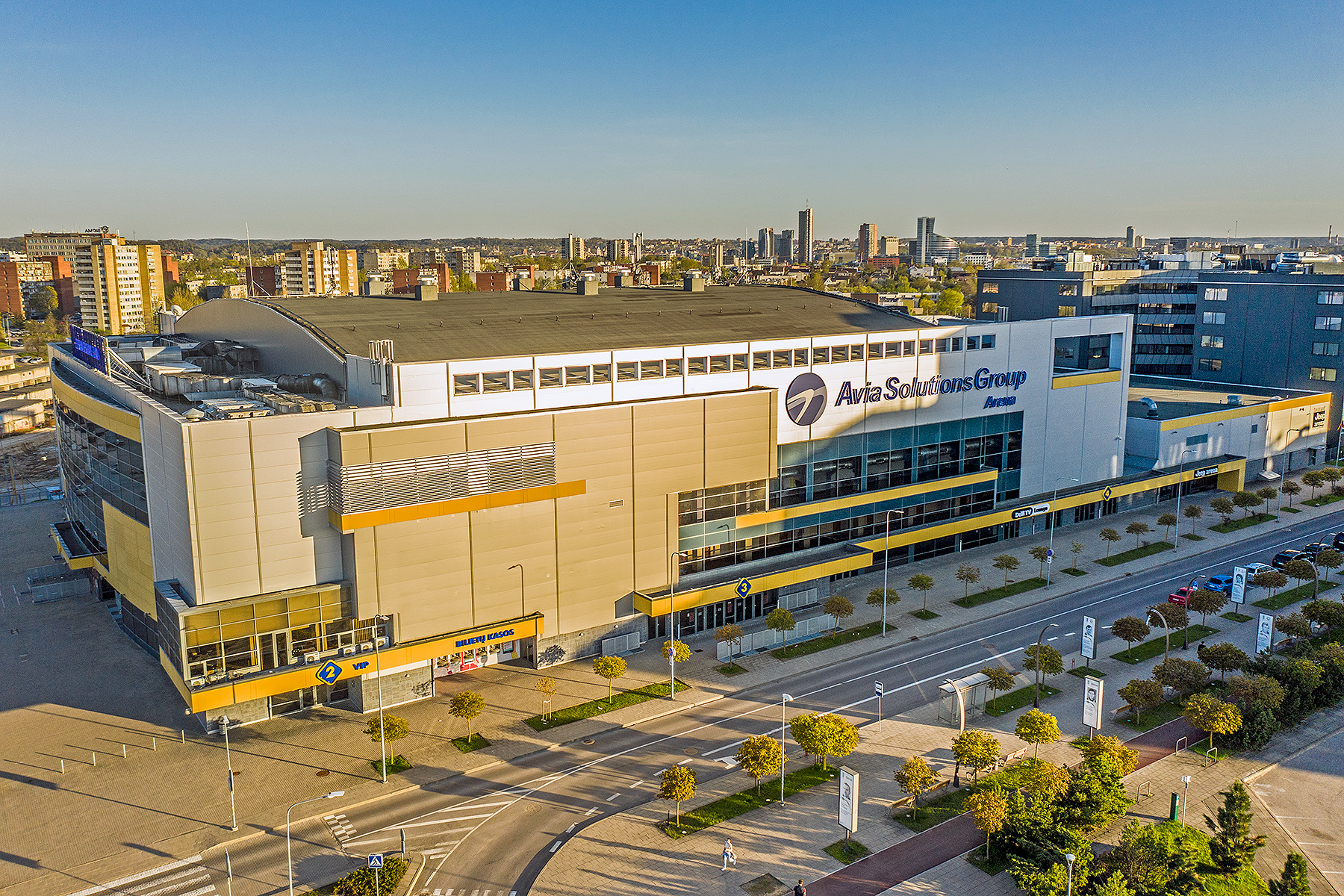

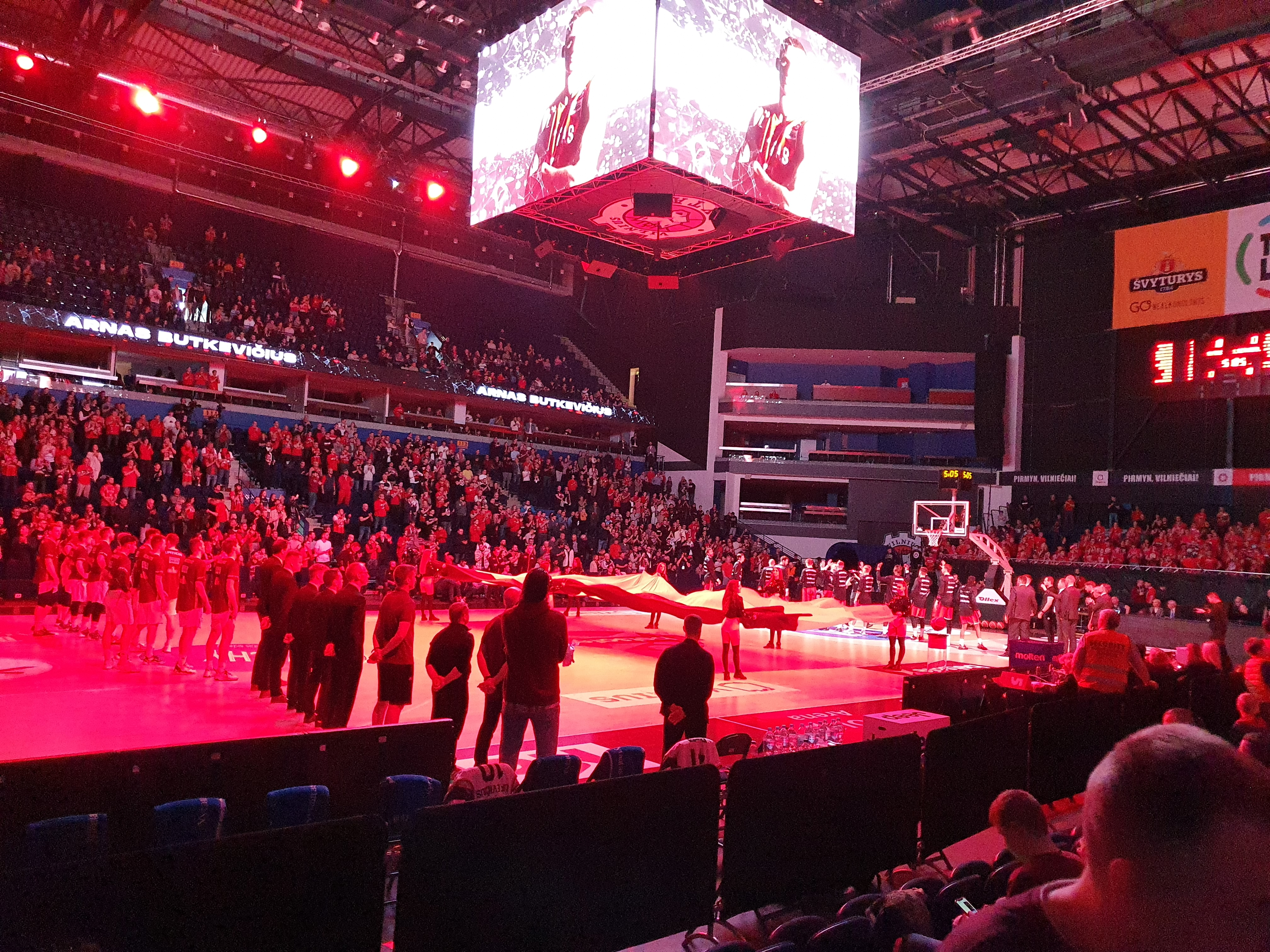

De Twinsbet Arena is een arena in Vilnius, Litouwen.  De zaal is gelegen in de seniūnija Verkiai in het noorden van de stad.
De Twinsbet Arena is de grootste arena in Vilnius en de op één na grootste in Litouwen. Er worden over het algemeen basketbalwedstrijden en concerten georganiseerd. De zaal biedt plaats aan 11.000 supporters bij basketbalwedstrijden, 13.500 personen tijdens concerten en 8.750 toeschouwers voor ijshockeywedstrijden. De arena werd geopend op 30 oktober 2004. Twinsbet Arena is ingebed in het Vilnius Entertainment Park waar ook een overdekt waterpark, een familie-entertainmentcentrum, een evenementenveld en een natuurpark gevestigd zijn.
Basketbalclub Rytas Vilnius heeft sinds 2004 al hun belangrijkste wedstrijden in deze arena gespeeld. Ook BC Wolves heeft vanaf het seizoen 2023-24 al hun thuiswedstrijden in de arena gespeeld.
Omwille van naamrechten van eerdere sponsors was de Arena gekend als Siemens Arena van 2004 tot 2020 en als Avia Solutions Group Arena van 2020 tot 2024.  Sinds 2024 wordt de sporthal als Twinsbet Arena aangeduid.
De sportaccomodatie was de locatie van het Europees kampioenschap basketbal mannen 2011, host voor een aantal matchen van het 2021 FIFA Futsal World Cup en zal dit eveneens zijn voor het Europees kampioenschap basketbal vrouwen 2027.

## Evenementen
De Twinsbet Arena is tevens locatie voor entertainment- en zakelijke evenementen: concerten, optredens, theatervoorstellingen, zakelijke seminars en vergaderingen. Op de affiche stonden reeds onder meer Metallica, Slipknot, Rammstein, Anastacia, Aerosmith, Phil Collins, Def Leppard, Patricia Kaas, Lana Del Rey, James Blunt, Hurts, t.A.T.u., Deep Purple, Sting, Chris Rea, Paco de Lucía, Toto Cutugno, Ozzy Osbourne, Simple Minds, Simply Red, Nazareth, Scorpions, Depeche Mode, Dream Theater, Enrique Iglesias, Linkin Park, Lenny Kravitz, Dima Bilan, Avril Lavigne, Snoop Dogg, Backstreet Boys, R.E.M. en Elena Paparizou, David Guetta ft. Kelly Rowland, Kylie Minogue en Ed Sheeran.